# David di Donatello 2012
La cerimonia di premiazione della 57ª edizione dei David di Donatello ha avuto luogo il 4 maggio 2012 all'Auditorium Conciliazione a Roma.
Le candidature sono state annunciate il 12 aprile. Il film con il maggior numero di nomination (16) è stato Romanzo di una strage di Marco Tullio Giordana, a seguire Habemus Papam di Nanni Moretti (15) e This Must Be the Place di Paolo Sorrentino (14).

## Vincitori e candidati
Vengono di seguito indicati in grassetto i vincitori. A seguire gli altri candidati.
Miglior film
- Cesare deve morire, regia di Paolo e Vittorio Taviani
- Habemus Papam, regia di Nanni Moretti
- Romanzo di una strage, regia di Marco Tullio Giordana
- Terraferma, regia di Emanuele Crialese
- This Must Be the Place, regia di Paolo Sorrentino

Miglior regista
- Paolo e Vittorio Taviani - Cesare deve morire
- Nanni Moretti - Habemus Papam
- Ferzan Özpetek - Magnifica presenza
- Marco Tullio Giordana - Romanzo di una strage
- Emanuele Crialese - Terraferma
- Paolo Sorrentino - This Must Be the Place

Miglior regista esordiente
- Francesco Bruni - Scialla! (Stai sereno)
- Stefano Sollima - ACAB - All Cops Are Bastards
- Alice Rohrwacher - Corpo celeste
- Andrea Segre - Io sono Li
- Guido Lombardi - Là-bas - Educazione criminale

Migliore sceneggiatura
- Paolo Sorrentino e Umberto Contarello - This Must Be the Place
- Paolo e Vittorio Taviani con la collaborazione di Fabio Cavalli - Cesare deve morire
- Nanni Moretti, Francesco Piccolo e Federica Pontremoli - Habemus Papam
- Marco Tullio Giordana, Sandro Petraglia e Stefano Rulli - Romanzo di una strage
- Francesco Bruni - Scialla! (Stai sereno)

Migliore produttore
- Grazia Volpi - Cesare deve morire
- Nanni Moretti e Domenico Procacci - Habemus Papam
- Francesco Bonsembiante - Io sono Li
- Riccardo Tozzi, Giovanni Stabilini e Marco Chimenz - Romanzo di una strage
- Nicola Giuliano, Andrea Occhipinti e Francesca Cima - This Must Be the Place

Migliore attrice protagonista
- Zhao Tao - Io sono Li
- Valeria Golino - La kryptonite nella borsa
- Claudia Gerini - Il mio domani
- Micaela Ramazzotti - Posti in piedi in paradiso
- Donatella Finocchiaro - Terraferma

Migliore attore protagonista
- Michel Piccoli - Habemus Papam
- Fabrizio Bentivoglio - Scialla! (Stai sereno)
- Elio Germano - Magnifica presenza
- Marco Giallini - Posti in piedi in paradiso
- Valerio Mastandrea - Romanzo di una strage

Migliore attrice non protagonista
- Michela Cescon - Romanzo di una strage
- Barbora Bobuľová - Scialla! (Stai sereno)
- Anita Caprioli - Corpo celeste
- Cristiana Capotondi - La kryptonite nella borsa
- Margherita Buy - Habemus Papam

Migliore attore non protagonista
- Pierfrancesco Favino - Romanzo di una strage
- Giuseppe Battiston - Io sono Li
- Marco Giallini - ACAB - All Cops Are Bastards
- Fabrizio Gifuni - Romanzo di una strage
- Renato Scarpa - Habemus Papam

Migliore direttore della fotografia
- Luca Bigazzi - This Must Be the Place
- Paolo Carnera - ACAB - All Cops Are Bastards
- Simone Zampagni - Cesare deve morire
- Alessandro Pesci - Habemus Papam
- Roberto Forza - Romanzo di una strage

Migliore musicista
- David Byrne - This Must Be the Place
- Umberto Scipione - Benvenuti al Nord
- Giuliano Taviani e Carmelo Travia - Cesare deve morire
- Franco Piersanti - Habemus Papam
- Pasquale Catalano - Magnifica presenza

Migliore canzone originale
- If It Falls, It Falls di David Byrne (musica) e Will Oldham (testi), interpretata da Michael Brunnock - This Must Be the Place
- Sometimes di Umberto Scipione (musica) e Alessia Scipione (testi), interpretata da Alessia Scipione - Benvenuti al Nord
- Gitmem daha di Sezen Aksu e Pasquale Catalano (musica), Yildirim Turker (testi), interpretata da Sezen Aksu - Magnifica presenza
- Therese di Gaetano Curreri e Andrea Fornili (musica), testi di Angelica Caronia, Gaetano Curreri e Andrea Fornili (testi), interpretata da Angelica Ponti - Posti in piedi in paradiso
- Scialla! di Amir Issaa & Caesar Productions (musica, testi ed interpretazione) - Scialla! (Stai sereno)

Migliore scenografo
- Paola Bizzarri - Habemus Papam
- Francesco Frigeri - L'industriale
- Andrea Crisanti - Magnifica presenza
- Giancarlo Basili - Romanzo di una strage
- Stefania Cella - This Must Be the Place

Migliore costumista
- Lina Nerli Taviani - Habemus Papam
- Rossano Marchi - La kryptonite nella borsa
- Alessandro Lai - Magnifica presenza
- Francesca Livia Sartori - Romanzo di una strage
- Karen Patch - This Must Be the Place

Migliore truccatore
- Luisa Abel - This Must Be the Place
- Manlio Rocchetti - ACAB - All Cops Are Bastards
- Maurizio Fazzini - La kryptonite nella borsa
- Ermanno Spera - Magnifica presenza
- Enrico Iacoponi - Romanzo di una strage

Migliore acconciatore
- Kim Santantonio - This Must Be the Place
- Carlo Barucci - Habemus Papam
- Mauro Tamagnini - La kryptonite nella borsa
- Francesca De Simone - Magnifica presenza
- Ferdinando Merolla - Romanzo di una strage

Migliore montatore
- Roberto Perpignani - Cesare deve morire
- Patrizio Marone - ACAB - All Cops Are Bastards
- Esmeralda Calabria - Habemus Papam
- Francesca Calvelli - Romanzo di una strage
- Cristiano Travaglioli - This Must Be the Place

Migliore fonico di presa diretta
- Benito Alchimede e Brando Mosca - Cesare deve morire
- Gilberto Martinelli - ACAB - All Cops Are Bastards
- Alessandro Zanon - Habemus Papam
- Fulgenzio Ceccon - Romanzo di una strage
- Ray Cross e William Sarokin - This Must Be the Place

Migliori effetti speciali visivi
- Stefano Marinoni e Paola Trisoglio (Visualogie) - Romanzo di una strage
- Palantir Digital Media - L'arrivo di Wang
- Mario Zanot (Storyteller) - Habemus Papam
- Stefano Marinoni e Paola Trisoglio (Visualogie), Rodolfo Migliari (Chromatica) - This Must Be the Place
- Rainbow CGI - L'ultimo terrestre

Miglior documentario di lungometraggio
- Tahrir Liberation Square, regia di Stefano Savona
- Il castello, regia Massimo D'Anolfi e Martina Parenti
- Lasciando la baia del re, regia di Claudia Cipriani
- Pasta nera, regia di Alessandro Piva
- Polvere - Il grande processo dell'amianto, regia di Niccolò Bruna e Andrea Prandstraller
- Zavorra, regia di Vincenzo Mineo

Miglior cortometraggio
- Dell'ammazzare il maiale, regia di Simone Massi
- Ce l'hai un minuto?, regia di Alessandro Bardani e Luca Di Prospero
- Cusutu n' coddu - Cucito addosso, regia di Giovanni La Pàrola
- L'estate che non viene, regia di Pasquale Marino
- Tiger Boy, regia di Gabriele Mainetti

Miglior film dell'Unione Europea
- Quasi amici - Intouchables (Intouchables), regia di Olivier Nakache e Éric Toledano
- Carnage, regia di Roman Polański
- Melancholia, regia di Lars von Trier
- Miracolo a Le Havre (Le Havre), regia di Aki Kaurismäki
- The Artist, regia di Michel Hazanavicius

Miglior film straniero
- Una separazione (Jodāyi-e Nāder az Simin), regia di Asghar Farhadi
- Drive, regia di Nicolas Winding Refn
- Hugo Cabret (Hugo), regia di Martin Scorsese
- Le idi di marzo (The Ides of March), regia di George Clooney
- The Tree of Life, regia di Terrence Malick

Premio David giovani
- Scialla! (Stai sereno), regia di Francesco Bruni